# حمد الكواري
حمد بن عبد العزيز بن علي بن عمران الكوّاري (ولد في 1 يناير 1948 في الغارية- قطر) دبلوماسي ورجل دولة ومثقف قطري وهو حاليا وزير دولة برتبة نائب رئيس وزراء، ويشغل حاليا منصب رئيس مكتبة قطر الوطنية. شغل منصب وزير وزارة الثقافة والرياضة منذ 1 يوليو 2008 وحتى 2016، حيث ترشح بعد ذلك لمنصب المدير العام لليونسكو وحصل على 28 صوت من جملة 58. وقد عمل سفيرًا لقطر في سوريا والولايات المتحدة الأمريكية وفرنسا ولدى اليونسكو والأمم المتحدة. وهو متزوّج وأب لبنت وولدين.

## السيرة الذاتية

### المسار التعليمي
حمد بن عبد العزيز بن علي آل عمران الكوّاري هو دبلوماسي ومثقف بارز حاصل على عدد من الدرجات العلمية الرفيعة في مجالات العلوم السياسية والفلسفة والدراسات العربية والإسلامية. بدأ مسيرته العلمية بتعلم القرآن وعلوم الدين في مدرسة صلاح الدين، ثم في المعهد الديني. وبعدها حصل على ليسانس في الدراسات العربية والإسلامية من كلية دار العلوم بجامعة القاهرة في عام 1970، ثم واصل دراسته العليا في الجامعة اليسوعية في بيروت، حيث نال دبلوم دراسات عليا بين عامي 1977 و1980.
في عام 1980، حصل على درجة الماجستير في الفلسفة السياسية من جامعة السوربون في باريس، وهي إحدى أعرق الجامعات الأوروبية. وبلغ ذروة تحصيله الأكاديمي عندما نال درجة الدكتوراه في العلوم السياسية عام 1990 من جامعة ولاية نيويورك في مدينة ستوني بروك بالولايات المتحدة الأمريكية، فكان موضوع رسالته "صناعة القرار في مجلس الأمن للأمم المتحدة... الحرب الغيرانية العراقية: دراسة حالة"، والذي استغرق في إعداده أكثر من ثلاث سنوات.
إلى جانب تأهيله العلمي المتميز، يتقن الدكتور حمد ثلاث لغات هي: العربية، والإنكليزية، والفرنسية، مما يعزز قدرته على التواصل والتفاعل في مختلف البيئات الثقافية والأكاديمية.

### من مؤلفاته
- جدل المعارك والتسويات: القاهرة: دار المستقبل العربي، 2001 م.
- المعرفة الناقصة: بيروت: رياض الريّس، 2005 م.
- كاتب مقالات سياسية واجتماعية وثقافية في عدة صحف عربية.
- محاضر ومشارك في الندوات والمؤتمرات

### المسار المهني

#### البدايات المهنية والدبلوماسية
بدأ حمد الكوّاري مسيرته المهنية ما بين 1972 و 1974 في المجال الدبلوماسي في لبنان في منصب القائم بالأعمال. وعُيّن سفيرًا لقطر في سوريا (1974-1979) ثم في فرنسا (1979-1984). وقد شغل خلال هذه الفترة منصب السفير غير المقيم لدى اليونان، وإيطاليا، وإسبانيا، وسويسرا. ثم أصبح من 1984 إلى حدود 1990 مندوب دولة قطر لدى منظمة الأمم المتحدة، وكان في الفترة نفسها سفيرًا غير مقيم لدى الأرجنتين، والبرازيل، وكندا. في سنة 1990 عيّنته دولة قطر سفيرًا لدى الولايات المتحدة الأمريكية إلى حدود سنة 1992 وسفيرًا غير مقيم لدى المكسيك وفنزويلا.

#### وزارات الثقافة
عُيّن الدكتور حمد بن عبد العزيز الكوّاري سنة 1992 وزيرًا للإعلام والثقافة في قطر. وقد اتّخذ من 1992 إلى 1996 إجراءات لفائدة حرية الإعلام والصحافة واضعًا حدًا للرقابة التي شملت الصحافة والإصدارات، وصولا إلى إغلاق وزارة الإعلام في قطر سنة 1997.
وكان هذا الإجراء لفائدة حرية الإعلام منسجمًا مع مشاركته لاحقًا في تأسيس “مركز الدوحة لحرية الإعلام” سنة 2007.
عُيّن وزيرا للثقافة والفنون والتراث في 1 يوليو 2008، وكان أوّل سياسيّ قطري يتقلّد الإشراف على الوزارة الجديدة. ترأس سنة 2010 المؤتمر السابع عشر لوزراء الثقافة العرب.
وخلال فترة وزارته، اختيرت العاصمة القطرية الدوحة “عاصمة للثقافة العربية 2010”.
أسهم سنة 2012 في إطلاق مبادرة “السنوات الثقافية” الرامية إلى تمتين العلاقات وتكثيف المبادلات الثقافية بين قطر والدول الشريكة. وهكذا خُصّصت سنة 2012 للعلاقات الثقافية مع المملكة المتحدة، والسنة التي تلتها مع اليابان (2013) ثم البرازيل (2014) وتركيا (2015)، بينما خُصّصت سنة 2016 للصين، و 2017 لألمانيا. وتشترك في المشروع جل المؤسسات الثقافية الرئيسية القطرية على غرار هيئة متاحف قطر ووزارة الثقافة والفنون والتراث. أمّا المشروع فهو مشترك بين سعادة الشيخة المياسة بنت حمد آل ثاني والدكتور حمد بن عبد العزيز الكوّاري.

#### الوظائف في المنظمات الدولية
عندما كان سفيرًا لدولة قطر لدى فرنسا من 1979 إلى 1984، شغل الدكتور حمد الكوّاري مهمّة ممثّل دولة قطر لدى منظمة اليونسكو.
وكان من سنة 1984 إلى 1990 المندوب الدائم لدولة قطر لدى منظمة الأمم المتحدة. وهي الفترة التي عُيّن فيها نائب رئيس الجمعية العامة للأمم المتحدة في دورتها الأربعين، ورئيس اللجنة السياسة الخاصة (اللجنة الرابعة) في دورتها الثانية والأربعين.
في سنة 1987، انتُخب في الأمم المتحدة نائب الرئيس للجنة مناهضة التمييز العنصري وعضو مجلس إدارة لإحياء ذكرى داغ هامرشولد. كما مثّل دولة قطر في حركة عدم الانحياز. وكان من سنة 1997 إلى 2004 عضو اللجنة الاستشارية لمجلس التعاون لدول الخليج العربي.
ترأس الدكتور الكوّاري سنة 2012 المؤتمر الثالث عشر للأونكتاد (مؤتمر الأمم المتحدة للتجارة والتنمية)، وانتُخب في شهر سبتمبر 2012 رئيسا شرفيًا للموتمر الخامس والعشرين لاتحاد البريد العالمي.
الدكتور حمد الكوّاري من المولعين باللغة والثقافة الفرنسيّتَين، وقد ترأس وفد دولة قطر في مؤتمر المنظمة الدولية للفرنكوفونية سنة 2012 في جمهورية الكنغو الديمقراطية، بعد قبول ترشّح قطر كعضو مشارك في المنظمة.

#### وظائف ومهامّ أخرى
- عضو الهيئة الاستشارية لمجلس التعاون لدول الخليج العربي
  - عضو سابق في مجلس إدارة معهد رند قطر للسياسيات
  - مؤسس مشارك ورئيس مجلس أمناء مركز الدوحة لحرية الإعلام
  - رئيس اللجنة العليا المنظمة لاحتفالية “الدوحة عاصمة الثقافة العربية 2010”
  - رئيس لجنة جائزة الدولة القطرية
  - رئيس لجنة جائزة الدولة لأدب الطفل في قطر
  - مؤسس مشارك لمعهد العالم العربي في باريس سنة 1980
  - عضو رابطة رجال الأعمال القطريين سنة 2008
  - نائب رئيس (الجزيرة) والعضو المنتدب
  - عضو مجلس أمناء مكتبة قطر الوطنية
  - الرئيس المشارك للمجلس الاستشاري لجامعة نورث ويسترن في قطر

### الأوسمة والتشريفات
- حاصل على ميدالية الفنون والآداب للجمهورية الفرنسية (2014)
  - حاصل على ميدالية “جوقة الشرف” للجمهورية الفرنسية (1984)
  - حاصل على وسام الاستحقاق الوطني لرئيس الجمهورية الفرنسية (1980)
  - حاصل على أوسمة من الأردن وإسبانيا وإيطاليا والأرجنتين
  - حاصل على ميدالية ملكة هولندا
  - حاصل على ميدالية جمهورية بولندا
  - حاصل على شهادة دكتوراه فخرية في تخصص التراث الثقافي والإقليمي من جامعة تور فيرغاتا بروما.

## الروابط الخارجية
- وزارة الثقافة والفنون والتراث - بوابة قطر الثقافية
  - السيرة الذاتية للدكتور حمد بن عبد العزيز الكواري - موقع مجلس الوزراء القطري